# Maurício Pereira
Maurício Pereira (São Paulo, 8 de novembro de 1959), compositor, letrista, cantor, saxofonista, ator e dublador, é um ícone da música independente brasileira. Tem oito discos solo, mais dois com Os Mulheres Negras, e um com Universal Mauricio Orchestra, além de participações especiais em trabalhos de outros artistas.

## Carreira
Em 1985 criou, com o músico André Abujamra, a banda Os Mulheres Negras, que lançou dois discos: Música e Ciência, em 1988, e Música Serve pra Isso, em 1990, ambos pela gravadora Warner.
No início dos anos 90 participou, como cantor, do programa diário Fanzine, apresentado pelo escritor Marcelo Rubens Paiva na TV Cultura. Lá, entre 1992 e 1995, cantou mais de 600 canções de compositores brasileiros, sempre acompanhado pela banda do programa, a Banda Fanzine.
Em dezembro de 1996 realizou o primeiro show ao vivo via internet no Brasil, no Centro Cultural São Paulo, produzido por João Ramirez.
Seu primeiro disco solo é o autoral Na Tradição, de 1995. Em 1998 lançou seu segundo solo, o também autoral Mergulhar na Surpresa, acompanhado pelo pianista Daniel Szafran, com convidados especiais em algumas faixas, que se torna cultuado, e cujo show segue na estrada há mais de 20 anos. Destaque para as canções "Pan y Leche", "Um Dia Útil" e uma releitura singela de "Imbarueri", d'Os Mulheres Negras. Em 2003 gravou ao vivo em São Paulo, acompanhado pelo grupo Turbilhão de Ritmos, o álbum Canções Que Um Dia Você Já Assobiou - vol.1, onde é apenas intérprete. O repertório são releituras de sucessos de rádio. Em 2007 gravou seu quarto disco, novamente um trabalho autoral, Pra Marte. Nesse disco está uma de suas músicas de maior sucesso, "Trovoa", gravada por Metá Metá, Maria Gadú, Paulo Monarco e Dandara e A Banda Mais Bonita da Cidade. Em 2010, novamente com o Turbilhão de Ritmos, grava um trabalho só com marchinhas clássicas dos bailes de salão do carnaval brasileiro, o disco Carnaval Turbilhão. Em 2014 lançou outro álbum autoral, Pra Onde Que Eu Tava Indo, e em 2018 mais outro ainda, Outono no Sudeste, com produção de Gustavo Ruiz, e que figurou em várias listas de melhores do ano de 2018. Em 2019 o Outono ganha uma edição em vinil.
Em julho de 2022, lança o disco Micro, onde relê 12 composições de sua carreira, acompanhado pelo guitarrista Tonho Penhasco.
Todos os seus discos seguem em catálogo pela distribuidora independente brasileira Tratore.
Além de músico, Mauricio é ator (Parlapatões, séries educativas, comerciais), jornalista (documentários para Itaú Cultural, Sebrae, TV Futura), locutor, dublador (desenhos animados), e dá oficinas sobre canção popular e produção independente.
Dois de seus filhos são músicos: o mais velho, Tim Bernardes, cantor, compositor, guitarrista e produtor, é integrante da banda O Terno e tem vários discos lançados (eventualmente, os dois fazem shows com o duo Pereirinha & Pereirão); o mais novo Chico Bernardes, é cantor, compositor e violonista, e lançou em 2024 seu segundo disco. E sua filha do meio Manu Pereira, é atriz e dubladora, e comanda um canal de humor e opinião no Instagram, chamado Epifanias Noturnas.
Juntamente com o violeiro, compositor e escritor Paulo Freire, e com o compositor, cantor, escritor Wandi Doratiotto, apresenta o trabalho Três é Bom, baseado no bom humor e lirismo da cultura caipira, onde cantam, contam causos, conversam com o público.
Participa da Surdomundo Imposible Orchestra, grupo de artistas brasileiros, argentinos e uruguaios que releem de maneira contemporânea as sonoridades da região do Prata, composto por Arthur de Faria, Caíto Marcondes, Martin Buscaglia, Martin Ibarburu, Ignacio Varchausky, Martin Sued.
Participa da Universal Mauricio Orchestra, uma orquestra peculiar formada em São Paulo pelo músico e produtor Mauricio Tagliari, onde todos os músicos se chamam Mauricio. Integram ainda a UMO, Mauricio Fleury, Mauricio Badé, Mauricio Takara e Mauricio Bussab.

## Discografia

### Carreira solo
- 1995 – Na Tradição
- 1998 – Mergulhar na Surpresa
- 2003 – Canções que um Dia Você Já Assobiou, Vol. 1
- 2007 – Pra Marte
- 2009 – Carnaval Turbilhão
- 2014 – Pra Onde que Eu Tava Indo
- 2018 – Outono no Sudeste
- 2022 – Micro

### Com Os Mulheres Negras
- 1988 – Música e Ciência
- 1990 – Música Serve Pra Isso